# 松平康定
松平 康定（まつだいら やすさだ）は、石見国浜田藩主。松井松平家7代。

## 生涯
延享4年（1747年）、高家旗本・前田房長の三男として生まれる。はじめ浜田藩松井松平家の分家の松平康瑞の養子となり、その家督を継いで300石の旗本となる。ところが本家の先代藩主・松平康福に嗣子がなかったことから、明和5年（1768年）10月に婿養子として迎えられ、12月28日に従五位下・左京亮に叙位・任官する。
寛政元年（1789年）、康福の死去により家督を継ぐ。このとき、周防守に遷任した。寛政4年（1791年）4月、所領のうち石見の一部・伊豆・相模の計5000石が信濃高井郡・水内郡に替地となり、富竹陣屋を置いて支配した。寛政7年（1795年）12月に奏者番に任じられる。もともと文学肌の藩主であり、参勤交代の途上で本居宣長を訪ねて国学に傾倒し、藩校・長善館を創設している。なお、財政再建を図って造林業を推進したが失敗した。
寛政10年（1798年）5月、奏者番を兼任する形で寺社奉行に任じられる。文化4年（1807年）3月23日に江戸で死去した。享年61。跡を婿養子の康任が継いだ。

## 系譜
父母
- 前田房長（実父）
- 紋（実母） - 青木直宥の娘
- 松平康瑞（養父） - 旗本
- 松平康福（養父） - 浜田藩主

正室
- 峯姫 - 松平康福の娘

子女
- 松平康任正室

養子
- 松平康保 - 前田清長の八男
- 松平康任 - 松平康道の長男